# Лавріщева Катерина Михайлівна
Катерина Михайлівна Лавр́іщева (27 березня 1937, м. Ставрополь, РРФСР, СРСР — 11 січня 2025) — науковець в галузі технології програмування і програмної інженерії, доктор фізико-математичних наук, професор, заслужений діяч науки і техніки України, лауреат премії Ради Міністрів СРСР та державних премій у галузі науки і техніки.

## Біографія
Народилася 27 березня 1937 року у м. Ставрополь, РРФСР у багатодітній сім'ї. Батьки — Пашин Михайло Олександрович та Ніна Олексіївна (Нартова) із родини репресованого на Соловки (1932—1953) священника Михайлівського собору на Кубані (нащадка священнослужителів Києво-Печерської лаври).
У 1959 році закінчила фізико-математичний факультет Ставропольського педагогічного інституту (спеціальність «Математика») з направленням в аспірантуру Московського державного університету імені М. В. Ломоносова.
У 1959 році після екскурсії в Обчислювальний Центр АН УРСР в Києві (з 1962 року — Інститут кібернетики АН УРСР) і знайомства з К. Л. Ющенко змінила в Міністерстві освіти СРСР своє направлення на роботу і 4 серпня 1959 року була прийнята у відділ К. Л. Ющенко на посаду інженера.
У 1959—2013 роках працювала в Інституті кібернетики (ІК) АН УРСР (з 1992 року — Інститут кібернетики імені В. М. Глушкова НАН України у складі кібернетичного центру НАНУ з інститутами на основі структурних підрозділів ІК), а саме:
- 1959—1963 — інженер (математик) відділу Ющенко К. Л.;
- 1963—1975 — зав. лабораторії автоматизації програмування в СКБ ММС ІК АН УРСР;
- 1975—1980 — зав.відділу проектування програмного забезпечення в СКБ ММС ІК АН УРСР;
- 1980—1992 — зав. відділу програмної інженерії в СКТБ ПЗ ІК АН УРСР;
- 1992—2013 — зав. відділу програмної інженерії в Інституті програмних систем НАНУ (до 1992 року — СКТБ ПЗ ІК АН УРСР).

З 2014 року — головний науковий співробітник в Інституті системного програмування РАН.
У 1972 році захистила кандидатську дисертацію «Метод аналізу програм на основі граматик розпізнавального типу».
У 1989 році захистила докторську дисертацію «Методи і засоби збирального програмування».
- Лауреат премії Ради міністрів СРСР (1985).
- Лауреат Державної премії в області науки і техніки України (1991, 2003).
- Заслужений діяч науки і техніки України (2008).
- Нагороджена медаллю НАНУ «За підготовку наукової зміни» (2007).
- Нагороджена медаллю Німецької Демократичної Республіки «Ударник соціалістичної праці НДР»(1971).

Професор (1990) кафедри теорії і технології програмування Київського Національного університету імені Тараса Шевченка (1965—2013).
Професор (2000) кафедри інформатики та обчислювальної математики Московського фізико-технічного інституту (МФТІ) при Інституті кібернетики імені В. М. Глушкова (1992—2013) та МФТІ (з 2014 року).
Почесний професор МФТІ (2018).
Підготувала більше 500 студентів, 12 кандидатів і 4 доктора наук.
Автор понад 160 наукових публікацій, в тому числі 16 монографій, 8 підручників і навчальних посібників та більше 30 публікацій в зарубіжних журналах проблематики «Computer Sciences».

## Наукова діяльність
Напрями наукової діяльності К. М. Лавріщевої формувалася під впливом видатних науковців — кібернетиків В. М. Глушкова і К. Л. Ющенко, а саме:
- чисельні методи обчислень;
- автоматизація програмування;
- збиральне програмування;
- методи розробки, тестування, оцінки якості програмних об'єктів;
- технології та методи програмної інженерії.

У 1959—1963 роки займалась алгоритмічним та програмним рішенням методів наближених обчислювань (симплекс-методу знаходження оптимального розв'язку, методу сингулярних рівнянь та інших).
У 1963—1975 роки під керівництвом К. Л. Ющенко займалась розробкою методу аналізу програм на основі синтаксичних і семантичних таблиць (транслятори з мов програмування Автокод, Д-Алгамс — підмножини Алгол) для обчислювальної машини «Днепр-2» та під керівництвом В. М. Глушкова — впровадженням «Днепр-2» в Німецькій Демократичній Республіці (Берлін, Лейпциг) для АСУ ТП металургійними процесами, яка працювала там до розпаду СРСР в 1991 р. На основі цих робіт у 1972 році була захищена кандидатська дисертація на тему «Метод аналізу програм на основі граматик розпізнавального типу» та отримана медаль «Ударник соціалістичної праці НДР» (1971 р.).
У 1975—1980р займалась реалізацією ідеї В. М. Глушкова щодо збирального конвеєра програм. Була розроблена система автоматизації виробництва програм АПРОП для ОС ЄС ЕОМ, де вперше був реалізований інтерфейс різномовних об'єктів та бібліотека (64 функції) перетворення типів даних при передачі даних між різномовними модулями. Зарубіжні засоби опису інтерфейсів об'єктів — API (Application Progpam Interface) та IDL (Interface Definition Language) з'явились значно пізніше, в 1985-90 роках.
На основі створеної теорії збирального програмування з автоматичним генеруванням інтерфейсного модуля-посередника, як засобу зв'язку різних типів об'єктів, та її практичного втілення в системі АПРОП були видані 3 монографії (1982, 1991, 2009) та захищені 3 дисертації, в тому числі докторська дисертація К. М. Лавріщевої «Методи і засоби збирального програмування» (1989 р.).
Система АПРОП була передана в республіканський Фонд в Києві (1982) і у ЕрНУЦ СНПО «Алгоритм» (1985) та впроваджена в 52 організації СРСР. Вона була використана при виконані тем ВПК Міністерства радіопромисловості СРСР щодо організації збирання на різних ЕОМ комплексів і бортових інструментів (1981—1987). За ці роботи була надана премія Ради міністрів СРСР (1985) і Почесна грамота міжнародного конкурсу «Інтерфейс СЕВ» (1987).
У 1980—1991 проводились дослідження методів розробки, тестування, оцінки якості програмних об'єктів, в тому числі оцінки надійності з допомогою математичних моделей, та виконувались роботи по темі АІС «Юпітер» Міністерства ВМФ СРСР щодо автоматизації на об'єктах флоту. В 2007 році вийшла фундаментальна монографія по проблематиці якості програмних систем «Основы инженерии качества программных систем».
У 1992—2013 роках було продовжене вдосконалення науково-технічної дисципліни «Програмна інженерія», зокрема запропоновано :
- концепція збирання технологічних ліній і виробництва програм по технологічним лініям;
- принципи оцінювання якості, ємності і трудовитрат на процесах;
- методи і засоби керування виробництвом програмних продуктів (монографії 2006, 2007 рр.);
- новітні дисципліни у складі програмної інженерії (підручники 2001, 2007, 2008 рр.);
- об'єктно-компонентний метод з побудови об'єктів, компонентів та інтерфейсів і їх об'єднання, змінювання та входження у середовища;
- CASE– інструментально-технологічний комплекс (ІТК) та експериментальна фабрика програм в Київському національному університеті імені Тараса Шевченка для навчання студентів мовам програмування, технологіям та методам програмної інженерії через електронний підручник «Програмна інженерія» (http://sestudy.edu-ua.net [Архівовано 31 березня 2022 у Wayback Machine.] , http://programsfactory.univ.kiev.ua [Архівовано 14 червня 2022 у Wayback Machine.] , з 2014 року http://7dragons.ru/ru/ [Архівовано 2 грудня 2021 у Wayback Machine.] ).

У 2012 році на цей ІТК-комплекс було отримано свідоцтво Державної служби інтелектуальної власності України № 45292 від 27.08.2012 про авторські права (у співавторстві).
Підсумком всіх напрацювань в даній проблематиці є монографія «Software Engineering комп'ютерних систем. Парадигми, Технології, CASE — засоби» (2013 р.).
З 2014 року наукова діяльність зосереджена на математичному моделюванні і програмуванні комп'ютерних систем, як розвитку програмної інженерії в напрямі системної інженерії.
Результати досліджень K. M. Лавріщевої відображені у більш ніж 160 наукових публікаціях, в тому числі, 16 монографіях, 8 підручниках та навчальних посібниках, понад 30 статтях у зарубіжних журналах з проблематики «Computer Sciences» та докладах наукових конференцій (УкрПрог (1997—2012), ICTERI-2011-2013 та інших).

## Публікації
Підручники та навчальні посібники.
1. Основи програмної інженерії: Навчальний посібник / Бабенко Л. П., Лавріщева К. М. . — К.: Знання, 2001. — 264 с.
2. Менеджмент документообігу в інформаційних системах освіти: Навчально-методичний посібник / Задорожна Н. Т., Лавріщева К. М. — К., Педагогічна думка, 2007. — 228 с. — ISBN 978-966-644-052-8
3. Методы и средства инженерии программного обеспечения: Учебное пособие / Лаврищева Е. М., Петрухин В. А. — М.: МФТИ, 2007. — 415 с. — ISBN 5-7417-0200-7.
4. Програмна інженерія: підручник / Лавріщева К. М. — К.: Академперіодика, 2008. — 320 с.
5. Программная инженерия. Тема 1. Теория программирования. Учебно-методическое пособие / Лаврищева Е. М. — Москва, МФТИ, 2016. — 48 с.
6. Программная инженерия. Тема 2. Технология программирования. Учебно-методическое пособие / Лаврищева Е. М. — Москва, МФТИ, 2016. — 52 с.
7. Программная инженерия. Тема 3. Базовые основы программной инженерии. Учебно-методическое пособие / Лаврищева Е. М. — Москва, МФТИ, 2016. — 52 с.
8. Программная инженерия и технология программирования сложных систем: Учебник для вузов / Лаврищева Е. М. — Москва-Юрайт, 2017. — 432 с. — ISBN 978-6-534-4591-8.

Монографії
1. АКД-автокод машины «Днепр-2» / Е. М. Лаврищева, А. И. Никитин, Л. Г. Усенко, Е. Л. Ющенко. — К.: ИК АН УССР, 1969. — 203 с.
2. Транслятор Д-АлГАМС для машины «Днепр-2» / Е. М. Лаврищева, Л. Г. Борисенко, Г. И. Мосьпан, М. Ю. Приходько, Л. Г. Усенко. ИК АН УССР. — Киев, 1970. — 287 с.
3. Система автоматизации производства программ (АПРОП) / В. М. Глушков, Е. М. Лаврищева, А. А. Стогний, Е. И. Моренцов. — К.: ИК АН УССР, 1976.
4. Связь разноязыковых модулей в ОС ЕС / Лаврищева Е. М., Грищенко В. Н. — М.: Финансы и статистика, 1982. — 127 с.
5. Программирование в системе виртуальных машин ЕС ЭВМ / Г. И. Коваль, Т. М. Коротун, Е. М. Лаврищева. — Москва: Финансы и статистика,1990. — 256 с.
6. Сборочное программирование / Е. М. Лаврищева, В. Н. Грищенко. — К., 1991.
7. Методы инженерии распределенных компьютерных приложений / Ф. И. Андон, Е. М. Лаврищева. — К., 1997.
8. Методы программирования. Теория, инженерия, практика / Е. М. Лаврищева. — Киев: Наукова думка, 2006. — 451 c.
9. Основы инженерии качества программных систем / Ф. И. Андон, Г. И. Коваль, Т. М. Коротун, Е. М. Лаврищева, В. Ю. Суслов. — Київ: Академперіодика, 2007. — 670 с.
10. Сборочное программирование. Теория и практика / Е. М. Лаврищева // Кибернетика и системный анализ. — 2009. — № 6.
11. Сборочное программирование. Основы индустрии программных продуктов / Е. М. Лаврищева, В. Н. Грищенко. — Киев: Наукова думка, 2009. — 372 с.
12. Нові теоретичні засади технології виробництва сімейств програмних систем у контексті генерувального програмування. К. М. Лавріщева, Г. І. Коваль, Л. П. Бабенко, О. О. Слабоспицька, П. П. Ігнатенко. — Київ: [б. и.], 2011. — 277 с.
13. Технология электронного обучения базовым аспектам программной инженерии / Е. М. Лаврищева // Управляющие системы и машины. — 2012. — № 5.
14. Технології комп'ютерів, систем і програм від академіка Глушкова (до 90-річчя від дня народж. акад. В. М. Глушкова) // Інженерія програмного забезпечення. — 2013. — № 2 (14) — С. 7-17.
15. Software Engineering комп'ютерных систем. Парадигмы, технологии и CASE-средства программирования / Лаврищева Е. М. — Киев: Наукова думка, 2013. — 283 с.
16. Теория объектно-компонентного моделирования программных систем / Е. М. Лаврищева. Препринт ИСП РАН 29. — 2016. — С. 1-52. — ISBN 978-5-91474-025-9.